# 가면라이더 디케이드
가면라이더 디케이드(일본어: 仮面ライダーディケイド 카멘라이다 디케이도[*], 영어: Masked Rider Decade)는 일본 토에이의 특수촬영 드라마 가면라이더 시리즈 2000년대 작품 중 열번째 작품이자, "헤이세이 가면라이더 10주년"(일본어: 平成仮面ライダー１０周年 헤이세이 카멘라이다 주슈넨[*]) 작품이다. 디케이드라는 이름은 2000년에 시작한 가면라이더 쿠우가로부터 10년(Decade)이 지났다는 점에서 유래하였다. 중심 라이더인 디케이드와 디엔드(Diend)는 카드 게임인 가면라이더 배틀 간바라이드에 등장하는 카드들을 활용하여 이전 작품들에 등장한 라이더로 변신하거나, 라이더들의 주무기를 사용한다. 2009년 1월 25일부터 8월 30일까지 방송되었으며, 2009년 슈퍼 히어로 타임에서 사무라이전대 신켄저와 함께 편성되었다. 캐치프라이즈는 "모든 것을 파괴하고, 모든 것을 이어라!"(일본어: 全てを破壊し、全てを繋げ 스베테오 하카이시, 스베테오 츠나게![*])이다. 2011년 1월 3일부터 대한민국 챔프TV에서 더빙판을 방영하고 있다.

## 배경

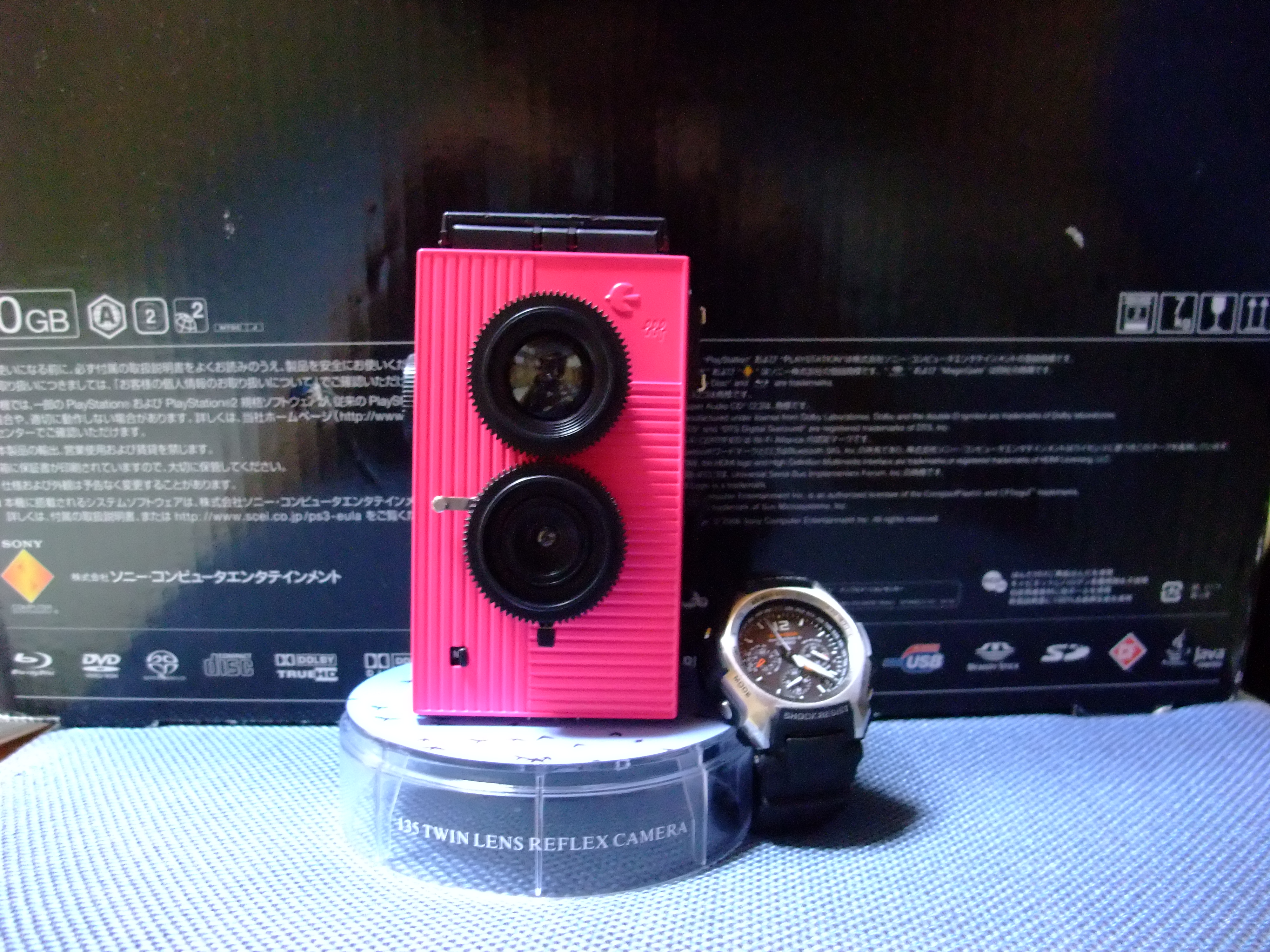
카도야 츠카사가 사용한 트윈 렌즈 리플렉스 카메라.

가면라이더 디케이드는 이전 헤이세이 가면라이더 시리즈들의 배경이 되는 "각 세계"들을 돌면서, 그 세계들이 하나로 합쳐져 붕괴하는 것을 막는 사명을 가지고 있다. 그 사명을 받아들인 카도야 츠카사는 가면라이더 디케이드로 변신하여, 쿠레나이 와타루의 충고를 따라, 히카리 사진관의 에이지로, 나츠미와 함께 "자신이 찍을 수 있는 세계"를 찾아 여행을 떠난다. 그리고 쿠우가의 세계에서 쿠우가로 변신하는 새로운 동료, 오노데라 유스케가 합류하게 되고, 츠카사 일행은 여러 세계의 보물을 손에 얻으려는 카이토 다이키, 아무런 이유도 밝히지 않고 츠카사 일행을 방해하려 하는 수수께끼의 남자 나루타키(일본어: 鳴滝)와 대립하기도 한다.
디케이드의 주요 라이더들의 색상은 CMYK 색상의 색상들을 따르고 있다. 디케이드는 마젠타, 디엔드는 시안, 쿠우가 얼티메이트 폼은 블랙, 쿠우가 라이징 얼티메이트 폼은 노란색 (황금색)에 해당한다. 하지만 초덴오 트릴로지의 옐로 에피소드 "트레저 디 엔드 파이렛츠"에서는 디엔드의 드라이버와 카드의 노란색 부분이 강조된다.

## 극장판

### 도깨비 섬의 전함
《초 가면라이더 덴오 & 디케이드 네오 제너레이션: 도깨비 섬의 전함》(일본어: 劇場版 超·仮面ライダー電王&ディケイド ＮＥＯ ジェネレーションズ 鬼ヶ島の戦艦 게키조반 초 카멘라이다 덴오 안도 디케이도 네오 제네레이숀즈 오니가시마노 센칸[*])은 2009년 5월 1일 개봉하였다. 초덴오 시리즈의 첫 작품으로, 디케이드의 "덴오의 세계"편 (14화 ~ 15화)에서 이어지는 내용을 담고 있다.

### 올라이더 대 대쇼커
《극장판 가면라이더 디케이드 올라이더 대 대쇼커》(일본어: 劇場版 仮面ライダーディケイド オールライダー対大ショッカー 게키조반 카멘라이다 디케이도 오루 라이다 타이 다이숏카[*])는 일본에서 2009년 8월 8일 사무라이전대 신켄저의 극장판 《천하 양분의 싸움》(일본어: 天下分け目の戦い 텐카와케메노 타타카이[*])와 동시 개봉하였다. 쇼와 라이더, 진·ZO·J, 아홉 명의 헤이세이 라이더, 디케이드 등 25명의 라이더가 총 출연하며, 2009년 9월부터 방영을 시작한 후속작 가면라이더 W의 라이더 더블(W)도 카메오로 출연하였다. 츠카사 일행과 라이더들, 그리고 모든 악당 세력과 괴인들이 뭉친 집단인 대쇼커 간의 대결을 그리고 있다.

### MOVIE 대전 2010
《가면라이더 × 가면라이더 W & 디케이드 MOVIE 대전 2010》(일본어: 仮面ライダー×仮面ライダー Ｗ（ダブル）＆ディケイド MOVIE大戦2010 카멘라이다 × 카멘라이다 다부루 안도 디케이도 무비 타이센 니센주[*])는 세 파트로 나뉘는데, 디케이드의 극장판인 〈가면라이더 디케이드 완결편〉 (일본어: 仮面ライダーディケイド 完結編 카멘라이다 디케이도 칸케츠헨[*])에서는 TV판에서 완결되지 못한 내용을 다루고 있다. 2009년 10월 테레비쿤지에 처음으로 소개되었으며, 2009년 12월 12일 개봉하였다. 올라이더 대 대쇼커에서 라이더맨/유키 조지로 특별 출연했던 각트가 닫는 노래 Stay the Ride Alive를 불렀으며, 음반은 2010년 1월 1일에 발매되었다.

## 초 어드벤처 DVD
일명 《초 어드벤처 DVD》 (일본어: 超アドベンチャーDVD) 〈가면라이더 디케이드: 지켜라! 텔레비군의 세계〉 (일본어: 仮面ライダーディケイド 守れ！<てれびくんの世界> 카멘라이다 디케이도: 마모레! <테레비쿤노 세카이>[*])는 가면라이더 디케이드의 하이퍼 배틀 DVD이다. 가면라이더 키바의 어드벤처 배틀 DVD처럼 자신이 스토리를 선택할 수 있는 형태로 이루어진다. 츠카사 일행이 잡지 《텔레비군》의 세계를 지키 위하여 다시 한번 대쇼커와 대결한다는 내용을 담고 있다.

## 스트롱거의 세계
S.I.C 히어로 사가의 디케이드의 사이드 스토리인 《마스크드 라이더 디케이드: 스트롱거의 세계》 (일본어: MASKED RIDER DECADE─ストロンガーの世界─ 마스크도 라이다 디케이도 스트론가노 세카이[*])는 츠카사 일행이 가면라이더 스트롱거의 세계를 여행한다는 내용으로, 2010년 6월부터 "하비 재팬"지에서 연재되었다.
1. 델자 군단! 강철 참모 나타나다!! (일본어: デルザー軍団！鋼鉄参謀現る！！ 데루자 군단! 코테츠 산보 아라와레루!![*])
2. 풍뎅이 라이더 등장!! (일본어: カブト虫ライダー登場！！ 카부토 라이다 토조!![*])
3. 출현! 라이더 디엔드!! (일본어: 出現！ライダーディエンド！！ 슈츠겐! 라이더 디엔도!![*])
4. 닥터 케이트의 최후 (일본어: ドクターケイトの最期 도쿠타 케이토노 사이고[*])
5. 카부토 대전 (일본어: カブト大戦 카부토 타이센[*])
6. 혼돈에 빠진 세계! (일본어: 混沌とする世界！ 콘톤토 스루 세카이[*])
7. 가면라이더 대 간세키 대수령! (일본어: 仮面ライダー対岩石大首領！ 카멘라이다 타이 간세키 다이슈료[*])
8. 출현! 가면라이더 쿠우가!! (일본어: 出現！仮面ライダークウガ！！ 슈츠겐! 카멘라이다 쿠가!![*])
9. 스트롱거 대개조!! (일본어: ストロンガー大改造！！ 스토론가 다이카이조![*])
10. 라이더 붙잡히다! 델자 만세! (일본어: ライダー捕らわる！デルザー万才！！ 라이다 토라와루! 데루자 반자이!![*])
11. 태클, 최후의 포옹 (일본어: タックル、最後の抱擁 탓쿠루, 사이고노 호요[*])
12. 잘 있거라, 영광의 가면라이더! (일본어: さようなら！栄光の仮面ライダー！ 사요우나라, 에이코노 카멘라이다![*])

## 레귤러
뮤지컬판 테니스의 왕자에서 아토베 케이고를 연기한 이노우에 마사히로가 카도야 츠카사·가면라이더 디케이드를 연기하였다. 또한, 히카리 나츠미 역에는 모리 칸나, 나츠미의 할아버지 히카리 에이지로·시니가미 박사는 이시바시 렌지가 연기하였다. 또 오쿠다 타츠히로가 나루타키를 연기하였다. 이 밖에 이전 시리즈들의 "세계"에서의 주역 라이더/주인공은 원작에서 연기한 사람이 아닌 다른 인물이 연기했는데, 예로 쿠우가의 세계에서 오노데라 유스케·가면라이더 쿠우가는 무라이 료타가 연기하였다.
- 카도야 츠카사/가면라이더 디케이드 배우 - 이노우에 마사히로 (한국성우:정재헌)
- 카이토 다이키/가면라이더 디엔드 배우 - 토타니 키미토 (한국성우:박서진)
- 오노데라 유스케/가면라이더 쿠우가 배우 - 무라이 료타 (한국성우:전광주)
- 히카리 나츠미 배우 - 모리 칸나 (한국성우:이명희)
- 히카리 에이치로 배우 - 이시바시 렌지 (한국성우:장광)
- 키바라 배우 - 시와시로 미유키 (한국성우:이미나)
- 나루타키 배우 - 오쿠타 타츠히토 (한국성우:임경명)

### 라이더의 세계
여기서는 이전 작품들의 라이더 및 각 세계의 주요 인물을 연기한 사람들에 관해 기술한다. 나머지 등장 인물에 관해서는 가면라이더 디케이드의 등장 인물에서 기술한다.
- 쿠우가의 세계
  - 오노데라 유스케/가면라이더 쿠우가 배우 - 무라이 료타 (한국성우:전광주)
  - 야시로 아이 배우 - 사토 히로코 (한국성우:이지현)
- 키바의 세계
  - 와타루/가면라이더 키바 배우 - 후카사와 아라시 (한국성우:서유리)
  - 키바트 3세 배우 - 스기타 토모카즈 (한국성우:임경명)
  - 키바라 배우 - 시와시로 미유키 (한국성우:이미나)
- 류우키의 세계
  - 타츠미 신지/가면라이더 류우키 배우 - 미즈타니 모모스케 (한국성우:이경태)
  - 하구로 렌/가면라이더 나이트 배우 - 키타무리 에이키 (한국성우:이동훈)
- 블레이드의 세계
  - 켄다테 카즈마/가면라이더 블레이드 배우 - 스즈키 히로키 (한국성우:오인성)
  - 히시가타 사쿠야/가면라이더 가렌 배우 - 나리마츠 요시히코 (한국성우:최재호)
  - 쿠로바 무츠키/가면라이더 렝겔 배우 - 카와하라 카즈마 (한국성우:노계현)
- 파이즈의 세계
  - 오가미 타쿠미/가면라이더 파이즈 배우 - 세이노 슌스케 (한국성우:이경태)
  - 카이토 다이키/가면라이더 디엔드 배우 - 토타니 키미토 (한국성우:박서진)
- 아기토의 세계
  - 아시카와 쇼이치/가면라이더 아기토 배우 - 야마나카 소 (한국성우:김디도)
  - 야시로 토우코 배우 - 오자와 스미코 (한국성우:이지현)
- 덴오의 세계
  - 노가미 코타로 배우 - 미조구치 타쿠야 (한국성우:이상헌)
  - 모모타로스/덴오 소드폼 성우 - 세키 토시히코 (한국성우:변영희)
  - 우라타로스/덴오 로드폼 성우 - 유사 코지 (한국성우:김장)
  - 킨타로스/덴오 엑스폼 성우 - 테라소마 마사키 (한국성우:박만영)
  - 류타로스/덴오 건폼 성우 - 스즈무라 켄이치 (한국성우:신용우)
  - 코하나 배우 - 마츠모토 타마키 (한국성우:서유리)
- 카부토의 세계
  - 소우지/가면라이더 카부토 배우 - 카와오카 다이지 (한국성우:김승준)
  - 아라타/가면라이더 가탁크 배우 - 마키다 테츠야 (한국성우:엄상현)
- 히비키의 세계
  - 아다치 아스무/제2대 가면라이더 히비키 배우 - 코시미즈 카즈키 (한국성우:김민정)
  - 히비키/제1대 가면라이더 히비키 배우 - 데이빗 이토 (한국성우:심규혁)
  - 이부키/가면라이더 이부키 배우 - 시부에 죠지 (한국성우:이동훈)
  - 토도로키/가면라이더 토도로키 배우 - 카와구치 신고 (한국성우:서원석)
  - 잔키 배우 - 마츠다 켄지 (한국성우:심정민)
  - 아키라 배우 - 아키야마 나나 (한국성우:이보희)

- 네거의 세계
  - 쿠레나이 오토야 /가면라이더 다크키바 배우 - 타케다 코헤이 (한국성우:박서진)

- 디엔드의 세계
  - 카이토 준이치/가면라이더 글레이브 배우 - 사무라 준이치 (한국성우:이동훈)
  - 마가키 신/가면라이더 랜스 배우 - 스기우라 타카오 (한국성우:심규혁)
  - 미와 하루카/가면라이더 라르크 배우 - 미츠야 요우코 (한국성우:김혜진)

- 신켄저의 세계(사무라이전대 신켄저)
  - 시바 타케루/신켄레드 배우 - 마츠자카 토리 (한국성우:서원석)
  - 이케나미 류노스케/신켄블루 배우 - 아이바 히로키 (한국성우:이재범)
  - 시라이시 마코/신켄핑크 배우 - 타카나시 린 (한국성우:이지현)
  - 타니 치아키/신켄그린 배우 - 스즈키 쇼고 (한국성우:이경태)
  - 하나오리 코토하/신켄옐로 배우 - 모리타 스즈카 (한국성우:김성연)
  - 우메모리 겐타/신켄골드 배우 - 소마 케이스케 (한국성우:김디도)
  - 쿠사카베 히코마 배우 - 이부키 고로 (한국성우:최낙윤)

- 가면라이더 블랙/블랙 RX의 세계
  - 미나미 코타로/가면라이더 블랙/가면라이더 블랙 RX 배우 - 쿠라타 테츠오 (한국성우:김환진)

- 가면라이더 아마존의 세계
  - 야마모토 다이스케/가면라이더 아마존 배우 -야마모토 다이스케 (한국성우:임경명)
  - 십면귀(十面鬼)-이시카와 히데오 (한국성우:최낙윤)

- 라이더 대전의 세계
  - 와타루/가면라이더 키바 배우 - 후카사와 아라시 (한국성우:서유리)
  - 퀸 팡가이아 - 하가 유리아 (한국성우:이지현)
  - 아다치 아스무/제2대 가면라이더 히비키 배우 - 코시미즈 카즈키 (한국성우:김민정)
  - 켄자키 카즈마/가면라이더 블레이드 킹폼 배우 - 츠바키 타카유키 (한국성우:오인성)

### 슈트 배우
- 디케이드 - 타카이와 세이지
- 디엔드 - 에이토쿠
- 쿠우가 - 토미나가 켄지, 이토 노리히토
- 아폴로 가이스트 - 와타나베 준
- 기타 - 이토 마코토, 오시카와 요시후미, 오카모토 지로, 나가세 나오키, 오구라 토시히로, 오노 유키

## 에피소드
보통 디케이드의 각 에피소드 제목은 각 세계의 해당 원작의 제목 작명 방식에 맞추어 작명한다. 예를 들어 쿠우가의 세계 부분은 가면라이더 쿠우가의 에피소드 작명 방식인 "두 글자의 한자어"로 에피소드 제목을 짓고, 키바의 세계 부분은 가면라이더 키바의 에피소드 작명 방식을 따른다. 히비키의 세계와 신켄저의 세계의 예고 타이틀 화면에서는 가면라이더 히비키, 사무라이전대 신켄저에 맞는 배경으로 바뀌기도 하였다. 스토리는 31화가 아닌 가면라이더 × 가면라이더 W & 디케이드 MOVIE 대전 2010의 〈가면라이더 디케이드 완결편〉에서 완결되었으며, 31화에서 디엔드가 디케이드를 쏘는 마지막 장면은 재방송편부터 삭제되었다.
1. 라이더 대전 (일본어: ライダー大戦 라이다 타이센[*])
2. 쿠우가의 세계 (일본어: クウガの世界 쿠가노 세카이[*])
3. 초절 (일본어: 超絶 초제츠[*])
4. 제2악장 ♬ 키바의 왕자 (일본어: 第二楽章♬キバの王子 다이니가쿠쇼♬키바노 오지[*])
5. 물어뜯는 왕의 자격 (일본어: かみつき王の資格 카미츠키 오우노 시카쿠[*])
6. 배틀 재판: 류우키 월드 (일본어: バトル裁判・龍騎ワールド 바토루 사이반·류키 와루도[*])
7. 초 트릭의 진범 (일본어: 超トリックの真犯人 초 토릿쿠노 신한닌[*])
8. 블레이드 식당에 오신 것을 환영합니다 (일본어: ブレイド食堂いらっしゃいませ 부레이도 쇼쿠도 이랏샤이마세[*])
9. 블레이드 블레이드 (일본어: ブレイドブレード 부레이도 부레도[*])
10. 파이즈 학원의 괴도 (일본어: ファイズ学園の怪盗 파이즈 가쿠엔노 카이토[*])
11. 555개의 얼굴, 1개의 보물 (일본어: 555つの顔、１つの宝 파이즈츠노 카오, 히토츠노 타카라[*])
12. 재회: 프로젝트 아기토 (일본어: 再会　プロジェクト・アギト 사이카이 프로제쿠토 아기토[*])
13. 각성: 영혼의 토네이도 (일본어: 覚醒　魂のトルネード 카쿠세이 타마시이노 토루네도[*])
14. 초 덴오 비기닝 (일본어: 超・電王ビギニング 초 덴오 비기닌구[*])
15. 초 모모타로스, 등장! (일본어: 超モモタロス、参上! 초 모모타로스, 산조![*])
16. 경고: 가부토 폭주 중 (일본어: 警告：カブト暴走中 케이코쿠: 카부토 보소추[*])
17. 할머니 맛의 길 (일본어: おばあちゃん味の道 오바아짱 아지노 미치[*])
18. 게으름 피우는 히비키 (일본어: サボる響鬼 사보루 히비키[*])
19. 끝나는 여행 (일본어: 終わる旅 오와루 타비[*])
20. 네거티브 세계의 다크 라이더 (일본어: ネガ世界の闇ライダー 네가 세카이노 야미 라이더[*])
21. 걸어다니는 완전 라이더 도감 (일본어: 歩く完全ライダー図鑑 아루쿠 칸젠 라이다 즈칸[*])
22. 디엔드 지명 수배 (일본어: ディエンド指名手配 디엔도 시메이테하이[*])
23. 엔드 오브 디엔드 (일본어: エンド・オブ・ディエンド 엔도 오부 디엔도[*])
24. 사무라이 전대의 등장 (일본어: 見参侍戦隊 켄잔 사무라이센타이[*])
25. 외도라이더, 등장! (일본어: 外道ライダー、参る！ 게도라이다, 마이루![*])
26. RX! 대쇼커 습격 (일본어: RX！大ショッカー来襲 아루 엣쿠스! 다이숏카 슈라이[*])
27. 블랙 × 블랙 RX (일본어: BLACK×BLACK RX 부랏쿠 × 부랏쿠 아루 엣쿠스[*])
28. 아마존, 친구 (일본어: アマゾン、トモダチ)
29. 정말 솔직하고 강한 녀석 (일본어: 強くてハダカで強い奴 츠요쿠테 하다카데 츠요이 야츠[*])
30. 라이더 대전: 서장 (일본어: ライダー大戦・序章 라이다 타이센·조쇼[*])
31. 세계의 파괴자 (일본어: 世界の破壊者 세카이노 하카이샤[*])

## 유행어
1. 디케이드에게 하는말:너 도대체 정체가 뭐냐?
2. 디케이드: 그냥 지나가던 가면라이더다. 잘 기억 해둬

파이널 폼 라이더:좀 근질거릴거야(간지러울 거야)
츠카사 : 대충알겠어
1. 디엔드: 아픔은 한 순간일뿐

1. 나루타키: 네이놈 디케이드!

## 주제가,삽입곡
오프닝
- Journey through the Decade - 노래:Gackt(1화~21~화부터는 1절,22화부터는 2절을 사용)

엔딩
- Ride the wind(10화~) - 노래:카도야 츠카사
- Treasure sniper (23화~) - 노래:카이토 다이키